# Селетинський сільський округ
Селети́нський сільський округ (каз. Сілеті ауылдық округі, рос. Селетинский сельский округ) — адміністративна одиниця у складі Іртиського району Павлодарської області Казахстану. Адміністративний центр — село Селети.
Населення — 686 осіб (2021; 705 у 2009, 1130 у 1999, 1967 у 1989).
Станом на 1989 рік існувала Аввакумовська сільська рада (села Буланбай, Кзилагаш, Сладководське). Після 1999 року було ліквідовано село Буланбай, але 2006 року село було відновлено.

## Склад
До складу округу входять такі населені пункти:
| Населений пункт | Старі назви   | Населення, осіб (1989) | Населення, осіб (1999) | Населення, осіб (2009) | Населення, осіб (2021) |
| --------------- | ------------- | ---------------------- | ---------------------- | ---------------------- | ---------------------- |
| Буланбай, село  | -             | 274                    | 26                     | 93                     | 151                    |
| Кизилагаш, село | Кзилагаш      | 386                    | 333                    | 252                    | 281                    |
| Селети, село    | Сладководське | 1307                   | 771                    | 360                    | 254                    |